# Тувинци
Тувинците (на тувински: тыва или тывалар) са малък тюркски народ, който живее в руската република Тува. Традиционният им поминък е скотовъдството, отглеждат стада от кози, овце, камили, елени, якове. Живеят в плъстени юрти или колиби от брезова кора и чергаруват през цялата година. Поради многовековното управление на монголите тувинците възприемат много от монголската и будистката култура – народни носии, монголски заемки в езика, религиозни вярвания, обществена организация. Тувинците са будисти, макар че се срещат и известен брой, които имат шаманистични вярвания. След разпадането на Съветския съюз шаманизмът става все по-популярен.

## История
На територията на Република Тува са открити скални рисунки от праисторически хора. Най-важните открития през последното десетилетие представляват скитските погребения от Аржан, където са открити мумии на европеиди. Вероятно на тези далечни прародители се дължи наличието на тувинци с руси коси, сини или зелени очи и монголоидна физиономия.
Руският автор П. А. Чихачев, посетил Източен Алтай през 50-те години на XIX век, пише, че тувинците „изповядват култ към Ламата“, смятан за „изопачен от грубо шаманство“. През 1931 година в Тува има 725 шамани, 314 от които са жени. Подложени са на репресии от просъветската власт в Тувинската народна република.

## Култура
Тувинците са известни с особеното си гърлено пеене (хоомей), при което певецът може да изпълнява няколко тона едновременно.